# Santiago Petlacala
Santiago Petlacala är en ort i Mexiko.   Den ligger i kommunen San Martín Peras och delstaten Oaxaca, i den sydöstra delen av landet, 250 km söder om huvudstaden Mexico City. Santiago Petlacala ligger 2 188 meter över havet och antalet invånare är 980.
Terrängen runt Santiago Petlacala är kuperad åt nordost, men åt sydväst är den bergig. Runt Santiago Petlacala är det ganska tätbefolkat, med 62 invånare per kvadratkilometer. Närmaste större samhälle är San Vicente Zoyatlán, 8,4 km väster om Santiago Petlacala. I omgivningarna runt Santiago Petlacala växer huvudsakligen savannskog.